# Arena Yeongcheon
Arena Yeongcheon - przeznaczona do koszykówki hala sportowa znajdująca się w mieście Yeongcheon, w Korei Południowej. W tej hali swoje mecze rozgrywa drużyna Yeongcheon BC. Hala może pomieścić 3 000 widzów, wszystkie miejsca są siedzące.